# Marjorie Grene
Marjorie Grene née Glicksman le 13 décembre 1910 à Milwaukee dans le Wisconsin, morte le 16 mars 2009 à Blacksburg en Virginie) est une philosophe américaine.
Ses travaux ont porté sur l'existentialisme et la philosophie des sciences, et plus particulièrement la philosophie de la biologie dont elle est considérée comme étant la fondatrice. Elle a enseigné à l'université de Californie de 1965 à 1978. De 1988 à sa mort, elle était professeur émérite d'honneur en philosophie à l'université de Virginia Tech. Elle a été présidente de la Société américaine de métaphysique en 1976.

## Biographie
Elle obtient en 1931 un baccalauréat universitaire ès sciences de zoologie, au Wellesley College
Elle part ensuite étudier en Allemagne  avec Martin Heidegger et Karl Jaspers puis revient  en aux États-Unis où elle obtient un doctorat en philosophie au Radcliffe College, appelé « l'annexe de l'université Harvard », l'un des seuls à accepter de délivrer des diplômes aux femmes. Ne pouvant trouver de poste en raison de la Dépression et du sexisme ambiant, elle part étudier Kierkegaard au Danemark, puis dirige un pensionnat pour jeunes filles dans l'Illinois. De 1937 à 1944, elle enseigne dans des postes subalternes à l'université de Chicago, jusqu'à son licenciement à l'entrée de la seconde guerre mondiale.
À la suite de cette mise à l'écart pendant 15 ans de la vie universitaire, mise à l'écart jugée scandaleuse par Michael Wedin, un professeur de l'université de Chicago, elle se retire alors, avec David Grene, un fermier d'origine irlandaise connu pour ses traductions du théâtre grec qu'elle a épousé l'année précédente, dans sa ferme de l'Illinois, puis en 1952 dans s ferme en Irlande, où elle élève porcs et poulets, s'occupe de ses deux enfants, et rédige deux livres, Dreadful Freedom: A Critique of Existentialism en 1948 et Heidegger en 1957,. Elle commence à collaborer par correspondance avec le polymathe Michael Polanyi qu'elle avait rencontré à Chicago, et participe activement à la transposition de ses conférences lors des Gifford Lectures, qui sont réunis dans le livre Personal Knowledge. De 1958 à 1960 elle enseigne à l'université de Leeds, puis les deux années suivantes à celle de Belfast. En 1961, elle divorce, et rentre aux États-Unis en 1962.

## Travaux
Profondément indépendante, elle admirait Aristote sur lequel elle écrit un livre remarqué. À l'inverse, son rejet de Descartes et de son Cogito ergo sum lui vaut d'être marginalisée. L'une de ses caractéristiques réside dans la transversalité dont elle a fait preuve dans ses travaux,.
Elle a étudié ou travaillé avec de nombreux philosophes contemporains, qu'elle a presque tous rejeté ensuite avec sa grande liberté de ton, mais dit tenir en estime que Michael Polanyi, Maurice Merleau-Ponty et le psychologue James J. Gibson qui l'a beaucoup influencé avec son ouvrage Approche écologique de la perception. Elle s'est dite fortement influencée par leurs travaux, ainsi que par ceux de Helmuth Plessner qui ont contribué à la formation de ses idées épistémologiques.
En 1995, l'International Society for the History, Philosophy, and Social Studies of Biology a créé un prix pour les jeunes chercheurs en son nom. L'institution, dont elle a été la fondatrice, lui rend hommage à en raison « non seulement son travail dans l'histoire et la philosophie de la biologie illustrent le fort esprit de travail interdisciplinaire fondamentale [de la société, mais aussi parce qu'] elle a joué un rôle central dans réunissant divers spécialistes de la biologie, avant même la formation de la Société. ».
Sa nécrologie dans le New York Times indique qu'elle était « l'un des premiers philosophes à soulever des questions au sujet de la théorie synthétique de l'évolution, en combinant la théorie darwinienne de l'évolution, la compréhension du patrimoine génétique de Mendel et des découvertes les plus récentes de la biologie moléculaire. ». Elle est  co-auteur avec David Depew de la première histoire de la philosophie de la biologie. En 2002, elle est la première femme philosophe à avoir une notice dans la Bibliothèque des philosophes vivants, ce qu'elle expliquera ainsi en 2005 : « J'ai pensé qu'ils devaient être désespérément à la recherche d'une femme » .

## Ouvrages
- Philosophers Speak for Themselves: From Descartes To Kant. Readings in the Philosophy of the Renaissance and Enlightenment (1940) en collaboration avec Thomas Vernor Smith
- Dreadful Freedom: A Critique of Existentialism (1948)
- The World View of Physics by C. F. von Weizsäcker (1952) (Traductrice)
- Martin Heidegger (1957)
- Philosophers Speak for Themselves: From Descartes to Locke (1958) editor with T. V. Smith
- Introduction to Existentialism (1959)
- A Portrait of Aristotle (1963)
- Philosophers Speak for Themselves: Berkeley, Hume and Kant (1963) editor with T. V. Smith
- The Knower and the Known (1966)
- Approaches to a Philosophical Biology (1968)
- The Anatomy of Knowledge: Papers Presented to the Study Group on Foundations of Cultural Unity, Bowdoin College, 1965 and 1966;  (1969) editor
- Toward a Unity of Knowledge (1969) editor
- Laughing and Crying: A Study of the Limits of Human Behavior by Helmuth Plessner (1970)  translator with James Spencer Churchill
- Interpretations of Life and Mind: Essays Around the Problem of Reduction (1971) editor
- Jean-Paul Sartre (1973)
- Spinoza : A Collection of Critical Essays (1973) editor
- The Understanding of Nature: Essays In The Philosophy Of Biology  (1974)
- Philosophy In and Out of Europe (1976) essays
- Topics in the Philosophy of Biology (1976) editor with Everett Mendelsohn
- Dimensions Of Darwinism : Themes And Counterthemes In Twentieth-Century Evolutionary Theory (1983) editor
- Descartes (1985)
- Spinoza And The Sciences (1986) editor
- Muntu : African Culture and the Western World by Janheinz Jahn (1990) (Traductrice)
- Descartes Among the Scholastics (1991) Aquinas Lecture 1991)
- Interactions. The Biological Context of Social Systems (1992) with Niles Eldredge
- A Philosophical Testament (1995)
- Descartes and His Contemporaries: Meditations, Objections, and Replies  (1995) editor with Roger Ariew
- The Mechanization of the Heart: Harvey and Descartes by Thomas Fuchs (2001) translator
- Malebranche's First and Last Critics: Simon Foucher and Dortous De Mairan (2002) with Richard A. Watson;
- Apology for Raymond Sebond by Montaigne (2003) (Traductrice avec Roger Ariew)
- Philosophy of Biology: An Episodic History (2004) en collaboration avec David Depew
- Knowing & Being: essays by Michael Polanyi, (Diection)
- Geoffroy Saint Hilaire by Hervé Le Guyader, (Traductrice)